# انتحار الحيوانات

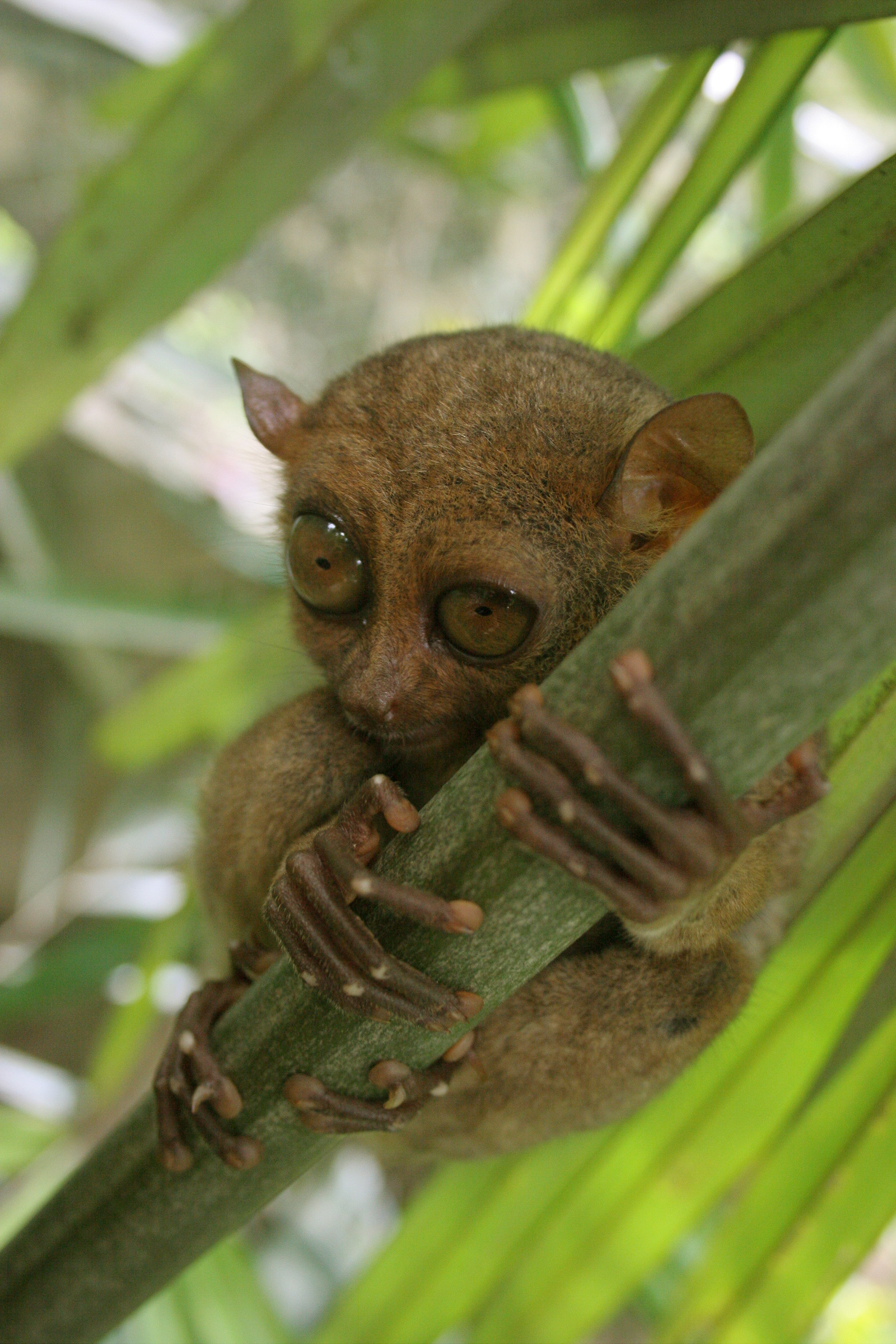
أحد أشهر أمثلة انتحار الحيوانات، هو الرسغي الفلبيني، وقد تم توثيق حالات يلجأ الرسغي فيها للانتحار، من خلال تكرار ضرب رأسه بجسم صلب بشكل متكرر؛ مما يؤدي للوفاة. لوحظ تكرار هذه الحالات عند حبس الرسغي في مكان مغلق، وضيق. أو عند تعريضه لأضواء ساطعة، مثل ضوء الفلاش.

انتحار الحيوانات هو مصطلح يشير للسلوك المدمر للنفس والذات الذي تبديه بعض الأنواع المختلفة من الحيوانات والذي يصبح مرتبطا بالانتحار.